# オクウィ・エンヴェゾー
オクウィ・エンヴェゾー （Okwui Enwezor, 1963年10月23日 - 2019年3月15日)は、美術史が専門のナイジェリアのキュレーター、 美術批評家、ライター、 詩人、 教育者。 ニューヨーク とミュンヘン在住。 2014年、アートレビュー誌の「アート業界で最も影響力のある100人」の24位にランクインした。

## 略歴
オクウィ・エンヴェゾーは、1963年にナイジェリアのアウクズにて、裕福なイボ人一族の末っ子として生まれた。 1982年、オクウィはナイジェリア大学で半学期を迎えた後、18歳でブロンクスに移った。 1987年、ニュー・ジャージー・シティ大学で政治学の学士号を取得した。

### キュレーターとして
オクウィ・エンヴェゾーは、ドイツのミュンヘンにあるハウス・デア・クンストのディレクターだった。彼はまた、ニューヨーク市の国際写真センターのキュレーターや、ホイットニー美術館でジョアン・キャスロのフェローを務めた。
エンヴェゾーは1998年から2002年までドイツのカッセルで開催されるドクメンタ11の芸術監督を、ヨーロッパ人以外からは初の人物として任命された 。
2013年にはヴェネツィア・ビエンナーレ2015のキュレーターを、120年の歴史の中で初のアフリカ出身者として務めた。
彼はまた、第2回ヨハネスブルグ・ビエンナーレ（1996年から97年）、スペインのセビリアで開催されたセビリアビエンナーレ（Bienal Internacional de Arte Contemporaneo de Sevilla）（2006年）、韓国の第7回光州ビエンナーレ（2008年）、パリのパレ・ド・トーキョーのアートトリエンナーレ国際現代美術展（2012年）のキュレータを務めた  。共同キュレーターとしては、大地の芸術祭 越後妻有アートトリエンナーレ 、メキシコの五大陸：絵画ビエンナーレ、およびシカゴ美術館でのスタン・ダグラス 「Le Detroit」展など。
フランスの哲学者ジャック・ランシエールは、アートは社会批判、文化批判が可能であり、芸術作品が世界状況に関する包括的な省察ができるとしてオクウィ・エンヴェゾーは、2006年に開催されたセビリアビエンナーレを、グローバリゼーションの時代における「社会的・経済的・政治的絆を抹殺し破壊させる装置（The Unhomely. Phantomal Scenes is the glabal World）」を暴くためのものと定めていると、考察している。
1998年、オクウィ・エンヴェゾーはシカゴ美術館で副学芸員となり、また世界中の多くの著名な美術館で展覧会を開催した。ドイツでの「ポートレイトと社会的アイデンティティ」ヴァルターコレクション。「アーカイブフィーバー：現代美術における文書の使用」国際写真センターニューヨーク。巡回展「短い世紀：アフリカにおける独立と解放の動き、1945から1994年」ミュンヘンのヴィラ・シュトゥック、ベルリンのマルティン・グロピウス・バウ、シカゴ現代美術館、ニューヨークのMoMA PS1。「センチュリー・シティ」展をロンドンのテート・モダン。「ミラーズエッジ」展をスウェーデンのウメオにあるビルド・ムセアットと、カナダのバンクーバー美術館、イギリスグラスゴーのトラムウェイアートセンター、イタリアトリノのリヴォリ城。「In / Sight：アフリカン・フォトグラファー 1940年から現在」展、グッゲンハイム美術館。「グローバル・コンセプチャリズム」展、ニューヨークのクイーンズ ミュージアム、ミネソタ州ミネアポリス市のウォーカー・アート・センター、シアトルのヘンリー・アート・ギャラリー、 ケンブリッジのMIT リスト・ヴィジュアル・アートセンター。「デイビット・ゴールドブラット：51年」展、バルセロナ現代美術館、ニューヨークの AXA ギャラリー、ブリュッセルのパレ・デ・ボザール、ミュンヘンのレンバッハハウス美術館、ヨハネスブルグ美術館、ロッテルダムのヴィッテ・デ・ヴィット現代美術センター。

## 病没
2018年6月、エンヴェゾーはミュンヘンのハウス・デア・クンストのディレクターを辞職した。理由の一つにガンとの闘病があった。2019年3月15日、55歳で病没した。